# Hansjakob Mattern
Hansjakob Mattern (* 20. November 1911 in Heidelberg; † 21. Mai 2001 ebenda) war ein deutscher Arzt für Allgemeinmedizin und Hochschullehrer.

## Leben und Wirken
Geboren 1911 in Heidelberg, schloss Hansjakob Mattern 1938 das Medizinstudium ab und erhielt 1939 die Bestallung als Arzt. 1942 wurde er in Heidelberg zum Dr. med. promoviert.
Im Jahr 1947 ließ er sich als Praktischer Arzt in seiner Geburtsstadt Heidelberg nieder. Daneben war er in der ärztlichen Selbstverwaltung aktiv, unter anderem als Vorstandsmitglied der Bezirksärztekammer Nordbaden und der Landesärztekammer Baden-Württemberg. 
Als einer der ersten Ärzte in Deutschland erhielt Mattern einen Lehrauftrag für Allgemeinmedizin. In Würdigung der Verdienste um dieses Fach ernannte die Landesregierung Baden-Württemberg auf Vorschlag der Heidelberger Medizinischen Fakultät Hansjakob Mattern 1976 zum Honorarprofessor.
1984 wurde Hansjakob Mattern mit der Paracelsus-Medaille, der höchsten Auszeichnung der Deutschen Ärzteschaft, geehrt.
Seit 1932 war er Mitglied der katholischen Studentenverbindung KDStV Arminia Heidelberg.